# آن فيرور سكوت
آن فيرور سكوت (بالإنجليزية: Anne Firor Scott)‏‏ (24 أبريل 1921 في جورجيا - 5 فبراير 2019 ) مؤرخة من الولايات المتحدة.

## الجوائز
- الوسام الوطني للعلوم الإنسانية  [لغات أخرى]‏[6]
- زمالة الأكاديمية الأمريكية للفنون والعلوم